# Cédric Berrest
Cédric Berrest, född den 2 april 1985 i Clermont-Ferrand, är en fransk roddare.
Han tog OS-brons i scullerfyra i samband med de olympiska roddtävlingarna 2008 i Peking.